# ستيوارت بيري (أمين مكتبة)
ستيوارت بيري (بالإنجليزية: Charles Stuart Perry)‏ هو أمين مكتبة نيوزيلندي، ولد في 1908، وتوفي في 1982.